# Tayfun Keltek

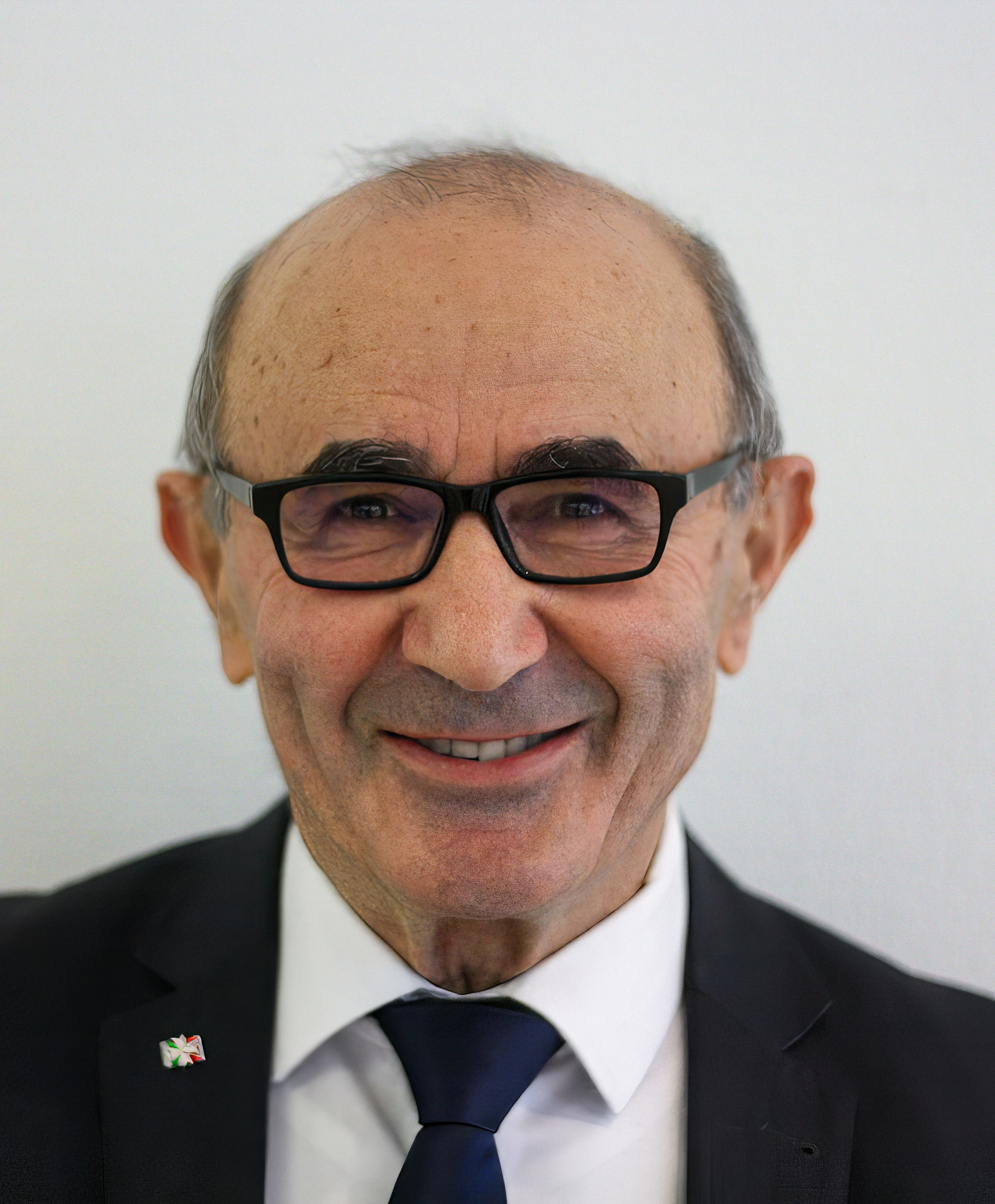
Tayfun Keltek (2024)

Tayfun Keltek (* 20. April 1947 in Koyulhisar, Provinz Sivas, Türkei) ist ein deutscher Politiker (SPD). Er ist Vorsitzender des Integrationsrates der Stadt Köln und Vorsitzender des Landesintegrationsrates Nordrhein-Westfalen.

## Ausbildung und Beruf
Keltek beendete 1969 seine Ausbildung als Diplomsportlehrer an der Sporthochschule in Ankara (Türkei). Im folgenden Jahr siedelte er zwecks Promotion nach Deutschland und begann ein Aufbaustudium an der Deutschen Sporthochschule Köln. Von 1974 bis 2012 war er als Diplomsportlehrer an der Realschule Köln/Deutz tätig. Etwa zehn Jahre übte er auch die Tätigkeit als Moderator in der Lehrerfortbildung aus. Nach seinem Eintritt in die Gewerkschaft Erziehung und Wissenschaft (GEW) 1979 wurde er 1981 bis 1983 zu einem Vorstandsmitglied gewählt. Von 1979 bis 1982 war er als Vorsitzender des Türkischen Lehrervereins Köln tätig, 1983 bis 1987 übernahm er das Amt des Vorsitzenden des Deutsch-Türkischen Vereins Köln e. V.
Keltek ist verheiratet und hat zwei erwachsene Kinder. Er lebt in Köln.

## Wirken
Keltek hat sich schon früh für die Integration und die Interessen von Einwanderinnen und Einwanderern eingesetzt. Seit 1984 ist er gewähltes Mitglied des Ausländerbeirates Köln, heute Integrationsrat der Stadt Köln (seitdem Vorsitzender oder stellvertretender Vorsitzender dieses Gremiums). Er initiierte die Gründung des Landesintegrationsrates NRW, dessen Vorsitzender er seitdem ist. Im Herbst 1986 kamen auf seine Einladung hin erstmals Vertreter und Vertreterinnen aus 17 Ausländerbeiräten zusammen; im Jahr 1992 wurde in Essen schließlich die Arbeitsgemeinschaft Ausländerbeiräte Nordrhein-Westfalen (AGA-NRW) gegründet. 1996 wurde eine einheitliche Landesorganisation aller auf Basis von § 27 der Gemeindeordnung NRW gewählten Migrantenvertretungen gebildet (Landesarbeitsgemeinschaft der Ausländerbeiräte Nordrhein-Westfalen, LAGA NRW) und eine vom Land geförderte Geschäftsstelle eingerichtet. 2010 wurde die LAGA NRW in Landesintegrationsrat NRW umbenannt.

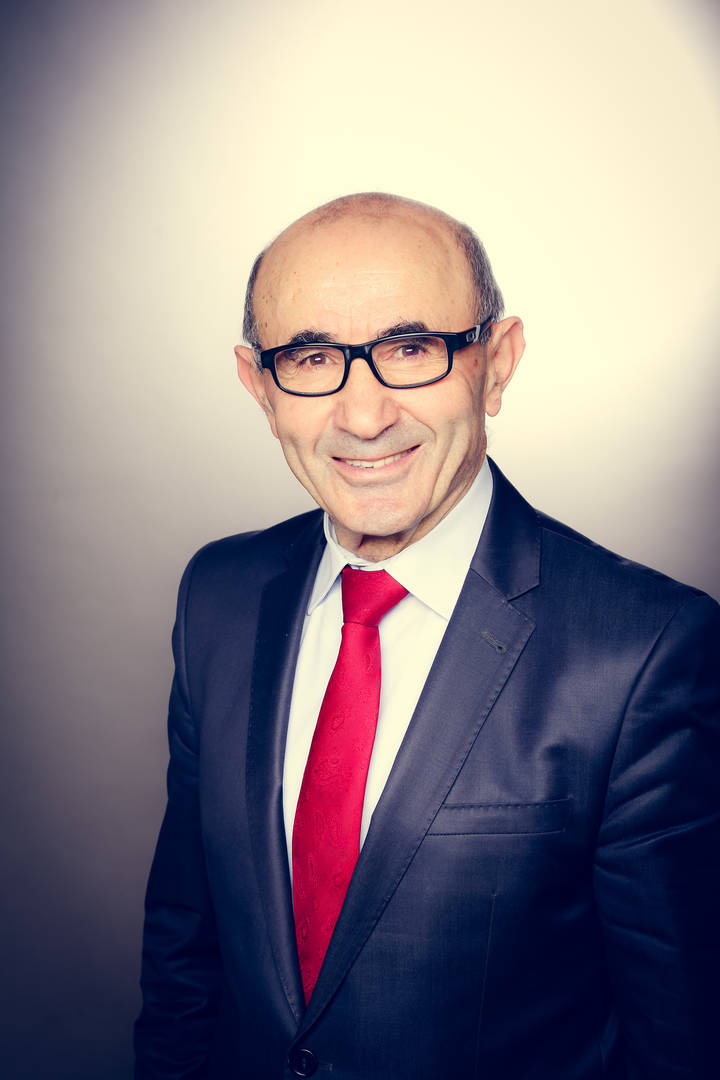
Tayfun Keltek (2020)

Im Rahmen seiner ehrenamtlichen Tätigkeit als Vorsitzender der LAGA bzw. des Landesintegrationsrates NRW war Keltek Mitglied verschiedener Gremien des Landes Nordrhein-Westfalen. Bis 1999 war er Mitglied der Veranstaltergemeinschaft Radio Köln; von 1999 bis 2003 vertrat er die LAGA in der Rundfunkkommission der Landesanstalt für Rundfunk (LfR) NRW bzw. der Medienkommission der Landesanstalt für Medien (LfM) NRW. Seit 2. Dezember 2003 ist er stellvertretendes Mitglied des WDR-Rundfunkrats. Weiterhin ist Keltek Mitglied oder stellvertretendes Mitglied in folgenden Gremien: Landespräventionsrat NRW, Landesnetzwerk gegen Rechtsextremismus, Landesjugendhilfeausschuss Rheinland (beratend), Kuratorium Zentrum für Türkeistudien und Integrationsforschung.
1985 trat Keltek der SPD bei. Im Unterbezirk der SPD-Köln übernahm er 1997 die Leitung des Arbeitskreises-Migration. Er war Mitglied des Migrationsrates der SPD Nordrhein-Westfalen, heute AG Migration und Vielfalt, und er war Vorstandsmitglied des Unterbezirkes SPD-Köln. Bei den Landtagswahlen 2005 und 2010 kandidierte Keltek für den Wahlkreis Köln II (Stadtbezirk Lindenthal) Köln IV (Stadtbezirke Chorweiler und Nippes), schaffte den Einzug ins Parlament jedoch nicht. Keltek betont, dass er sich trotz seiner SPD-Mitgliedschaft stets parteiunabhängig für die Interessen der Einwanderinnen und Einwanderer einsetze – notfalls gegen den Widerstand der eigenen Partei.

## Politische Positionen
Tayfun Keltek setzt sich im Wesentlichen für integrationspolitische Ziele im Bundesland Nordrhein-Westfalen und in der Stadt Köln ein. Bereits in den Anfängen seines politischen Wirkens war die politische Repräsentanz von Ausländer bzw. Menschen mit Einwanderungsgeschichte ein zentrales Anliegen. Keltek vertritt die Auffassung, dass gleichberechtigte Teilhabe und gesellschaftliche Anerkennung der Lebensrealitäten von Menschen mit Migrationshintergrund die Schlüssel zu erfolgreicher Bekämpfung von Rassismus und zu einem guten Zusammenleben in der Einwanderungsgesellschaft sind.

### Politik für Chancengerechtigkeit
Neben dem Ausbau von politischen Rechten hat Keltek sich im Verlauf seines Engagements insbesondere bemüht, das Bild von Menschen mit Einwanderungsgeschichte in der Öffentlichkeit zu verbessern. Er kritisiert, dass in Zusammenhang mit Migration meist negativ behaftete Themen wie Sprachdefizite diskutiert würden. Das verfälsche aber den Blick auf die betroffenen Menschen, die so stets als Problem wahrgenommen werden. Stattdessen sollten sich Politik und Medien stärker auf positive Aspekte von Migration konzentrieren und Einwanderinnen und Einwanderern mehr Wertschätzung entgegenbringen.
Auch würde die Bevölkerung mit Einwanderungsgeschichte oftmals als homogene Gruppe betrachtet. Vor diesem Hintergrund sieht Keltek die Verwendung des Begriffs Integrationspolitik kritisch, weil dieser alle Menschen mit Einwanderungsgeschichte adressiert, unabhängig davon, ob die Person gerade eingewandert ist oder schon seit Jahrzehnten in Deutschland lebt. So werde die Politik den meisten Menschen mit Einwanderungsgeschichte nicht gerecht, behauptet Keltek, da die überwiegende Zahl keine Integrationsangebote benötige. Diese würden trotzdem unablässig mit Integrationsanforderungen konfrontiert, was sie dauerhaft zu Fremden mache. Insbesondere Menschen der zweiten oder dritten Generation, also Menschen mit Einwanderungsgeschichte, die überwiegend in Deutschland geboren und aufgewachsen sind, würden sich durch den Begriff Integration nicht angesprochen fühlen. Eine Politik für Chancengerechtigkeit sei deshalb der passendere Begriff, unter dem alle politischen Themengebiete, die die Menschen mit Einwanderungsgeschichte betreffen, subsumiert werden.
Es gebe durchaus verbindende Elemente bei der Bevölkerung mit Einwanderungsgeschichte, so Keltek. Unabhängig von der Aufenthaltsdauer und anderen Faktoren, würde die Mehrheit der Menschen mit Einwanderungsgeschichte Erfahrungen mit Diskriminierung und Rassismus machen. Auch sei – über alles Trennende hinweg – die Persönlichkeit der meisten Menschen mit Einwanderungsgeschichte durch familiäre, emotionale und kulturelle Bezüge ins Herkunftsland geprägt. Obwohl sich die Mehrheit als deutsch verstehe, habe dieser Teil der Persönlichkeit, den Keltek als Herkunftsidentität bezeichnet, besondere Bedeutung. Er kritisiert, dass diese Herkunftsidentität gesellschaftlich unerwünscht sei und als Hindernis für Integration angesehen werde. Keltek fordert einen positiven Umgang mit der Einwanderungsgeschichte der betroffenen Bevölkerung und dass diese als Realität einer Einwanderungsgesellschaft akzeptiert wird.

### Politische Partizipation
Menschen sollten sich dort einbringen und politische Rechte haben, wo sie ihren Lebensmittelpunkt haben, fordert Keltek. In diesem Sinne appelliert Keltek an die Menschen mit Einwanderungsgeschichte, sich vor Ort einzubringen und die hiesigen Lebensverhältnisse mitzugestalten. Herkunftslandbezogenes politisches Engagement lehnt er konsequent ab.
In den 1980er und 1990er Jahren engagierte er sich auf kommunaler und später auch auf Landesebene für eine Stärkung der damaligen Ausländerbeiräte und anderen Migrantenvertretungen. Er war der Ansicht, dass eine wirksame Repräsentation nur innerhalb der bestehenden politischen Strukturen gelingen kann. Der Ausländerbeirat sollte demnach als eine Art Ratsausschuss an die Kommunalpolitik angebunden sein und neben den Migrantenvertreter auch mit entsandten Ratsmitgliedern besetzt sein. Die Migrantenvertreter wiederum sollten durch demokratische Wahlen legitimiert sein und im Gremium die gleichen Rechte besitzen wie die Ratsmitglieder. Es ist in erster Linie auf Kelteks Einsatz zurückzuführen, dass die Ausländerbeiräte – heute Integrationsräte und Integrationsausschüsse – im Jahr 1994 in der Gemeindeordnung NRW rechtlich verankert wurden und unter bestimmten Voraussetzungen verpflichtend eingerichtet werden müssen. Als Vorsitzender des Landesintegrationsrates NRW kämpft Keltek seither für die Verbesserung der rechtlichen Grundlagen für die Arbeit der Integrationsräte. Zu seinen Kernforderungen gehört nach wie vor, den Stadträten die Möglichkeit einzuräumen, den Integrationsräten Entscheidungskompetenzen zu übertragen, damit die Beschlüsse in der Kommunalpolitik Gehör finden.
Neben den Möglichkeiten politischer Partizipation durch Ausländerbeiräte bzw. Integrationsräte machte sich Tayfun Keltek früh für die Einführung eines Kommunalwahlrechts für Ausländer stark. Unabhängig von der Staatsbürgerschaft sollten Menschen für die Gestaltung ihres unmittelbaren Lebensumfeldes Verantwortung übernehmen. Es sei nicht nachvollziehbar, dass Menschen ohne deutsche Staatsbürgerschaft in Deutschland zwar bürgerlichen Pflichten unterworfen seien, Steuern zahlten, ihre Kinder deutsche Kindergärten und Schulen besuchten, sie aber von demokratischen Rechten ausgeschlossen sind. Er kritisiert das Auseinanderdriften von Wahl- und Wohnbevölkerung in Stadtteilen mit hohem Ausländeranteil und spricht in diesem Zusammenhang von einem Demokratiedefizit. Ein Kommunalwahlrecht stünde auch nicht in Konkurrenz mit den Integrationsräten, da es diese nicht als Fachgremien ersetzt. Kein anderer Kommunalausschuss habe den thematischen Fokus auf Teilhabe, Chancengerechtigkeit und Antirassismusarbeit.
Mit Keltek als Vorsitzendem führte der Landesintegrationsrat NRW zusammen mit dem DGB, der Freien Wohlfahrtspflege NRW und weiteren landesweiten Akteuren zwischen 2007 und 2009 und zwischen 2014 und 2017 Kampagnen zur Einführung des kommunalen Wahlrechts für Drittstaatler in Nordrhein-Westfalen durch. Keltek vertritt die Überzeugung, dass ein kommunales Ausländerwahlrecht auch auf Landesebene eingeführt werden könne. Die zweite Kampagne zielte daher auf die Änderung der Landesverfassung NRW ab. Bei der entsprechenden Abstimmung im Landtag NRW am 15. März 2017 stimme die Fraktion der CDU gegen eine Verfassungsänderung. Auch die FDP stimmte – im Widerspruch zu ihrem damaligen Parteiprogramm – gegen die Einführung des Kommunalwahlrechts, sodass die notwendige Zwei-Drittel-Mehrheit nicht erzielt werden konnte.
Bei allem Einsatz für die Stärkung der Rechte ausländischer Einwohner spricht sich Keltek grundsätzlich für die Annahme der deutschen Staatsbürgerschaft aus. Nur wer Deutsche bzw. Deutscher sei, erhalte volle Bürgerrechte einschließlich der politischen Rechte. Allerdings kritisiert er immer wieder vehement, dass Deutschland am Prinzip der Einstaatigkeit festhalte, was Einbürgerungswillige zwingt, bei Annahme der deutschen Staatsbürgerschaft die bisherige aufzugeben. Das laufe den Lebensrealitäten in einer Einwanderungsgesellschaft wie Deutschland zuwider. Außerdem schaffe die Ungleichbehandlung zwischen Ausländer aus bestimmten Herkunftsländern, die aufgrund von Ausnahmeregeln ihre Herkunftsstaatsbürgerschaft behalten dürfen, und Ausländer, die zur Aufgabe gezwungen sind, Hierarchien anhängig vom Herkunftsland. Keltek plädiert für eine Modernisierung des Staatsangehörigkeitsgesetzes und die generelle Hinnahme von Mehrstaatigkeit.

### Bildung und natürliche Zweisprachigkeit
Als Pädagoge stellte für Keltek der Bereich Bildung früh einen politischen Schwerpunkt dar. Große Mängel sieht er im deutschen Schulsystem, das auch nach Jahren der Kritik Schüler nach Herkunft und sozialer Schicht selektiere und ihnen ungleiche Chancen gewähre. Hinzukomme, dass Schüler mit Einwanderungsgeschichte häufig Mobbing und rassistischen Zuschreibungen ausgesetzt seien. Ihr Bildungserfolg würde zusätzlich geschmälert durch eine defizitorientierte Sichtweise, die die Einwanderungsgeschichte als Ballast verstehe und Kindern mit eingeschränkten Deutschkenntnissen allgemein Sprachmängel unterstelle, anstatt anzuerkennen, dass die Schüler zusätzliche Kenntnisse in ihren Herkunftssprachen aufweisen. Keltek plädiert dafür, alle Kinder und Jugendlichen ungeachtet ihrer Herkunft anhand ihrer Stärken zu fördern und eine ganzheitliche Sicht auf den lernenden Menschen einzunehmen. Im Mittelpunkt steht für ihn dabei die Wertschätzung gegenüber den Herkunftssprachen, die systematisch gefördert werden sollten. Kinder mit Einwanderungsgeschichte würden in Deutschland mit zwei Sprachen aufwachsen – der deutschen und der Sprache des Herkunftslandes – und diese auf muttersprachlichem Niveau erlernen. Diese natürliche Zweisprachigkeit stelle ein großes Potential dar, dass jedoch nicht ausgeschöpft werde. Grund hierfür sei das Festhalten am imaginären Konstrukt einer homogenen Nation und das unterschiedliche Prestige, das den Herkunftssprachen zugesprochen werde. So seien Englisch, Französisch oder Spanisch Sprachen mit hohem Prestige, würden aber im Alltag nur von wenigen Sprecher genutzt. Im Vergleich dazu hätten beispielsweise Türkisch, Polnisch oder Arabisch weitaus geringeres Ansehen, würden aber tatsächlich vielfach angewendet.

### Kommunalpolitisches Engagement
Als Mitglied des Integrationsrates Köln war Tayfun Keltek an zahlreichen politischen Initiativen beteiligt. Insbesondere setzte er sich für eine stärkere Wahrnehmung mehrsprachiger Potentiale und höhere Bildungschancen von Eingewanderten ein. Keltek hat unter anderem die Gründung des Zentrums für Mehrsprachigkeit und Integration in Köln im Jahr 2008 politisch mitbegleitet und die Anwendung bilingualer Konzepte in Kinderbetreuungseinrichtungen vorangetrieben. Auch antirassistisches Engagement spielt in seiner politischen Arbeit eine große Rolle. Die pogromartigen Ausschreitungen gegen Ausländer und Migranten Anfang der 1990er Jahre, die ihren Höhepunkt im Brandanschlag auf das Wohnhaus von Familie Genç in Solingen fanden (29. Mai 1993), prägten den Politiker wie auch den Privatmenschen Tayfun Keltek. Der sogenannte Nagelbombenanschlag in der Kölner Keupstraße im Jahr 2004, welcher dem NSU zugeordnet wird, traf Kelteks unmittelbares Lebensumfeld. Seither fordert er ein Denkmal, dass an die Opfer des Anschlages erinnert. Nach jahrelangen Auseinandersetzungen wurde die Einrichtung des Denkmals im September 2021 vom Kölner Stadtrat beschlossen.

## Kontroversen
Im Jahr 2012 kippte der Kölner Stadtrat die Beauftragung einer Folgeuntersuchung zum Thema „Allgemeine Rahmenbedingungen für die Entstehung rechtsnationaler Tendenzen und Vereinigungen mit Bezug zum Herkunftsland Türkei“. Im Vorfeld hatte der Integrationsrat der Stadt Köln unter Vorsitz Tayfun Kelteks eine Folgeuntersuchung kritisch diskutiert, eine Beschlussvorlage dazu aber ohne Votum an die nachfolgenden Ratsausschüsse weitergeleitet. In der Pressemitteilung der Stadt Köln vom 14. Februar 2012 heißt es: „Bei Beratungen im Integrationsrat hatte sich vorher abgezeichnet, dass eine solche Untersuchung aufgrund der Diskussion über die rechtsradikalen Anschläge in Deutschland zum jetzigen Zeitpunkt als sehr kritisch angesehen wurde und diese Studie derzeit auch zu Missverständnissen führen könnte. Daneben wurde in dem Gremium die Mitfinanzierung aus städtischen Mitteln für Antirassimus-Trainings [sic!] bemängelt. Aus diesen Gründen zog die Verwaltung die Vorlage zurück.“ Dem ersten Teil der Studie hatte der Integrationsrat 2009 noch zugestimmt. Die vorläufige Absage der Untersuchung löste breite Kritik aus. Keltek wurde unterstellt, rechtsextremistische Gefahren bei türkischstämmigen Migranten zu verharmlosen. Tatsächlich hatte Keltek die Untersuchung kurz nach Auffliegen des sogenannten Nationalsozialistischen Untergrunds (NSU) für deplatziert befunden. Der NSU ist für zehn Morde zwischen 2001 und 2007 verantwortlich, acht der Opfer waren Menschen mit türkischen Wurzeln. Keltek warnte vor diesem Hintergrund vor einem falschen Signal und einer Stigmatisierung türkischstämmiger Jugendlicher. Er regte an, die Untersuchung auf weitere gesellschaftliche Gruppen auszuweiten.
2019 erlangte Keltek als Vorsitzender des Landesintegrationsrates NRW erneut mediale Aufmerksamkeit infolge eines Interviews mit dem Kölner Stadtanzeiger zum Thema Mehrsprachigkeit, das am 8. Februar 2019 erschien. Hintergrund des Gesprächs war der Vorschlag von NRW-Schulministerin Yvonne Gebauer, den Englischunterricht in den Klassen eins und zwei in Nordrhein-Westfalen abzuschaffen. Keltek begrüßte den Vorstoß im Interview und sprach sich für eine vollständige Abschaffung des Englischunterrichts in der Grundschule aus. Die freiwerdenden Kapazitäten sollten für herkunftssprachlichen Unterricht und das Erlernen der deutschen Sprache eingesetzt werden. „Es wäre besser, die Kenntnisse in der Muttersprache und im Deutschen zu vertiefen, dann fällt später auch das Englische leichter“, wird Keltek zitiert. Im Kölner Stadt-Anzeiger wurde das Interview mit „Türkisch statt Englisch an Grundschulen“ betitelt, was eine Welle der Entrüstung auslöste. Der Landesintegrationsrat NRW veröffentlichte daraufhin eine Stellungnahme, in der Keltek unter anderem erklärte: „Hierdurch entstand der Eindruck, dass es mir lediglich um eine Förderung der türkischen Sprache zulasten des Englischen geht. Anschließend kam es zu weiteren Zuspitzungen und Verzerrungen meiner Aussagen in einer Vielzahl von Print- und Onlinemedien sowie in den sozialen Netzwerken. In Telefongesprächen, E-Mails und Briefen wurde ich als ‚türkischer Nationalist‘ oder ‚Islamist‘ diffamiert. Diese, teils auch rassistischen Zuschreibungen haben die öffentliche Debatte befeuert und in eine völlig falsche Richtung gelenkt.“ Keltek stellte klar, dass Englisch zweifellos die wichtigste Verkehrssprache weltweit sei und ab Klasse fünf unterrichtet werden müsse. Auch das Erlernen der deutschen Sprache stehe für ihn nicht zur Diskussion. Allerdings könnte der qualifizierte Erwerb der deutschen Sprache durch den schriftsprachlichen Ausbau der Herkunftssprache der Kinder unterstützt werden und zugleich einen wertschätzenden Umgang mit den sprachlichen Eigenschaften der Kinder mit Migrationshintergrund fördern. Keltek stützt seine Ansichten auf wissenschaftliche Erkenntnisse. Er verweist unter anderem auf die Forschung des kanadischen Pädagogen Jim Cummins oder der Erziehungswissenschaftlerin Ingrid Gogolin an der Universität Hamburg.

## Ehrung
Für seine vielfältigen ehrenamtlichen Aktivitäten im Bereich der Integration von Einwanderern wurde er am 10. Oktober 2000 vom Bundespräsidenten Johannes Rau mit dem Bundesverdienstkreuz geehrt.
Am 18. Februar 2008 wurde Keltek von Ministerpräsident Jürgen Rüttgers der Verdienstorden des Landes Nordrhein-Westfalen verliehen.